# Piotr Ślusarczyk
Piotr Jan Ślusarczyk (ur. 24 sierpnia 1979 w Legnicy) – polski polityk, przedsiębiorca i publicysta, z wykształcenia prawnik, poseł na Sejm V kadencji, były wiceminister w rządzie Jarosława Kaczyńskiego (2006–2007).

## Życiorys
W 2004 ukończył studia prawnicze na Wydziale Prawa, Administracji i Ekonomii Uniwersytetu Wrocławskiego. Publikował artykuły w m.in. „Naszym Dzienniku”, „Racji Polskiej”, „Myśli Polskiej” i „Wszechpolaku”.
Był wiceprezesem Młodzieży Wszechpolskiej (2000–2002), następnie do 2004 prezesem tej organizacji. Należał do Stronnictwa Narodowego. Jako jego członek bez powodzenia kandydował do Sejmu wyborach parlamentarnych w 2001 z listy Ligi Polskich Rodzin w okręgu wrocławskim (dostał 1163 głosy), do której potem wstąpił.
W latach 2002–2005 zasiadał w sejmiku dolnośląskim. W wyborach parlamentarnych w 2005 z listy LPR uzyskał mandat poselski w okręgu legnickim (otrzymał 7863 głosy). Od 2005 do 2006 pełnił funkcję wiceprzewodniczącego Komisji Odpowiedzialności Konstytucyjnej. Zasiadał także w Komisji Sprawiedliwości i Praw Człowieka. Od października 2006 do stycznia 2007 był sekretarzem stanu w Ministerstwie Budownictwa (nadzorował departament budżetu, legislacyjno-prawny oraz obronności i ochrony informacji niejawnych). Następnie do sierpnia 2007 zajmował stanowisko sekretarza stanu w KPRM. W przedterminowych wyborach parlamentarnych w 2007 nie został ponownie wybrany do Sejmu (otrzymał 1327 głosów).
Od 2008 do 2009 pracował jako dyrektor biura zarządu w Telewizji Polskiej. W 2009, pozostając członkiem LPR, bez powodzenia kandydował z listy Libertasu w wyborach do Parlamentu Europejskiego w okręgu wyborczym Katowice (uzyskał 2305 głosów). W kolejnych latach zasiadał w radach nadzorczych i był wspólnikiem spółek prawa handlowego. Pozostał bliskim współpracownikiem Romana Giertycha (m.in. w ramach przedsiębiorstwa Polnord).